# The Famous Teddy Z
The Famous Teddy Z é  uma sitcom americana transmitida pelo canal CBS entre 1989 e 1990.
A série foi criada por Hugh Wilson e baseado na história de Jay Kantor, que era o "homem-correio" da MCA e depois se tornou o agente de Marlon Brando.

## Sinopse
A série estrelava o ator Jon Cryer (de Two and a Half Men) como Theodore "Teddy" Zakalokis, um jovem que passa a trabalhar em uma agência de talentos de Hollywood, como desculpa para não ir trabalhar na padaria de sua família.
Quando um artista de Hollywood, Harland Keyvo, conhece Teddy, ele fica tão impressionado com sua honestidade e simplicidade que acaba escalando-o para ser seu agente.
As piadas e o humor da série sempre vinham do jeito simples, ingênuo e "caipira" de Teddy em trabalhar em uma grande e refinada agência, ao contrário de outros que trabalhavam para o mesmo cargo.
No elenco também estão os atores Jane Sibbett, Alex Rocco, Milton Selzer, Josh Blake e Erica Yohn.

## Elenco
- Jon Cryer - Theodore "Teddy" Zakalokis
- Alex Rocco - Albert "Al" T. Floss
- Josh Blake - Aristotle "Ari" Zakalokis
- Tom LaGrua - Richard "Richie" Herby
- Milton Selzer - Milton Selzer
- Jane Sibbett - Laurie Parr
- Erica Yohn - Deena Zakalokis

## Produção
A canção-tema da série foi escrita por Guy Moon, Stephanie Tyrell e Steve Tyrell e interpretada por Bill Champlin, da banda Chicago.

## Cancelamento
O episódio piloto da série não deu base e muito menos "sustentou" os episódios seguintes dando o seu breve cancelamento. Há também uma outra versão gravada do episódio piloto mas este nunca foi mostrado.
A série durou menos que uma temporada inteira, com somente 20 episódios, incluindo cinco que foram cortados e não transmitidos.

## Lista de episódios
| Nº do episódio | Título original                    | Data de exibição       |
| -------------- | ---------------------------------- | ---------------------- |
| 1              | "Pilot"                            | 18 de Setembro de 1989 |
| 2              | "What's an Agent to Do?"           | 25 de Setembro de 1989 |
| 3              | "Bobby the Chimp"                  | 2 de Outubro de 1989   |
| 4              | "Teddy Goes to Malibu"             | 16 de Outubro de 1989  |
| 5              | "Teddy Makes $50,000...in One Day" | 23 de Outubro de 1989  |
| 6              | "Teddy Gets Fired"                 | 30 de Outubro de 1989  |
| 7              | "Teddy Falls in Love"              | 13 de Novembro de 1989 |
| 8              | "Teddy Sells His House"            | 20 de Novembro de 1989 |
| 9              | "A Case of Murder"                 | 27 de Novembro de 1989 |
| 10             | "Teddy Gets a House Guest"         | 4 de Dezembro de 1989  |
| 11             | "Season's Grettings from Al Floss" | 11 de Dezembro de 1989 |
| 12             | "Grandma Goes to Work"             | 25 de Dezembro de 1989 |
| 13             | "Teddy Meets His Hero"             | 8 de Janeiro de 1990   |
| 14             | "Teddy Gets a Better Offer"        | 22 de Janeiro de 1990  |
| 15             | "Agent of the Year"                | 12 de Maio de 1990     |
| 16             | "Teddy Goes to the Awards"         | não-transmitido        |
| 17             | "How to Make a Television Show"    | não-transmitido        |
| 18             | "Al Tells the Truth"               | não-transmitido        |
| 19             | "Teddy's Big Date"                 | não-transmitido        |
| 20             | "Teddy Gets a Guru"                | não-transmitido        |

## Prêmios e indicações
| Ano  | Prêmio      | Resultado | Categoria                                       | Artista                                                                   |
| ---- | ----------- | --------- | ----------------------------------------------- | ------------------------------------------------------------------------- |
| 1990 | Emmy Awards | Indicado  | Melhor Roteiro em uma Série de Comédia          | Hugh Wilson                                                               |
| 1990 | Emmy Awards | Indicado  | Melhor Atriz Convidada em uma Série de Comédia  | Liz Torres pelo episódio "A Day at the Beach" (ou "Teddy Goes to Malibu") |
| 1990 | Emmy Awards | Indicado  | Melhor Direção em uma Série de Comédia          | Hugh Wilson pelo episódio piloto                                          |
| 1990 | Emmy Awards | Ganhou    | Melhor Ator Coadjuvante em uma Série de Comédia | Alex Rocco                                                                |